# Trịnh Thiên Thọ
Trịnh Thiên Thọ (chữ Hán: 鄭天壽, bính âm: Zhèng Tiānshòu) là một nhân vật hư cấu trong tiểu thuyết Thủy hử. Trịnh Thiên Thọ nguyên là thủ lĩnh trại Thanh Phong và sau này trở thành một đầu lĩnh ở Lương Sơn Bạc. Ở Lương Sơn Bạc, Trịnh Thiên Thọ là đầu lĩnh thứ 74, được sao Địa Dị Tinh (chữ Hán: 地異星; tiếng Anh: Different Star) chiếu mệnh.

## Ngoại hình
Trịnh Thiên Thọ là một thanh niên trẻ trung, đẹp trai, có khuôn mặt trắng, râu ba chòm, dáng người mảnh dẻ, vai rộng nên có ngoại hiệu "Bạch diện lang quân" (chữ Hán: 白面郎君; tiếng Anh: Fair Skinned Gentleman; nghĩa Việt: Anh chàng mặt trắng).

## Thân thế
Trịnh Thiên Thọ quê ở Tô Châu. Ông chăm chỉ tập luyện võ nghệ từ khi còn nhỏ. Ông từng làm thợ bạc, sau này lưu lạc giang hồ và kết bạn với nhiều hảo hán khác.

## Đánh nhau vớiVương Anh
Một hôm Trịnh Thiên Thọ qua núi Thanh Phong, bị toán giặc cướp trên núi do Vương Anh chỉ huy chặn lại đòi tiền mãi lộ. Trịnh Thiên Thọ đấu với Vương Anh nhiều hiệp không phân thắng bại. Trại chủ Thanh Phong là Yến Thuận thấy võ nghệ siêu phàm của Trịnh Thiên Thọ, bèn mời lên núi Thanh Phong, ngồi ghế đầu lĩnh thứ ba.

## GặpTống Giang
Trên đường đến trại Thanh Phong gặp Hoa Vinh, Tống Giang đi qua núi Thanh Phong. Không ngờ Vương Anh đã cho lính đi tuần và bắt được Tống Giang. Vương Anh hù doạ sẽ giết Tống Giang, lấy tim gan làm thang. Tống Giang than rằng "Tiếc cho Tống Giang chết ở đất này !". Cả ba đầu lĩnh Thanh Phong nghe thấy, nhận ra đó chính là Tống Công Minh nên tự cởi trói, thả ông ngay lập tức, xin lỗi và đãi ông như khách quý.

## Thả vợLưu Cao
Trong khi đó, Vương Anh bắt gặp một phụ nữ lên núi, đó chính là vợ của tri trại Lưu Cao, đồng liêu của Hoa Vinh. Thấy Lưu phu nhân xinh đẹp, Vương Anh liền bắt về phòng mình. Trịnh Thiên Thọ đã nói với Tống Giang về tật háo sắc của Vương Anh. Khi biết thân thế của Lưu phu nhân, Tống Giang khuyên nhủ Vương Anh thả bà ra.

## Cứu Tống Giang và Hoa Vinh
Tống Giang rời núi, đến trại Thanh Phong. Vào dịp tết nguyên tiêu, ông đi xem hội thì tình cờ bị vợ chồng Lưu Cao bắt gặp. Vợ Lưu Cao lấy oán trả ơn, vu cho Tống Giang là đại vương trên núi, từng định cưỡng bức bà. Lưu Cao tin vợ nên bắt giam Tống Giang. Hoa Vinh can thiệp, giải cứu Tống Giang. Lưu Cao cầu cứu Hoàng Tín, khiến Hoa Vinh bị mắc mưu Hoàng Tín nên cũng bị bắt. Cả hai bị Hoàng Tín và Lưu Cao giải lên quan phủ Thanh Châu. Lâu la của Vương Anh đã báo lên ông chuyện này. Trịnh Thiên Thọ sai lâu la tinh thạo đi dò xét tin tức. Khi biết Hoàng Tín cùng Lưu Cao đã bắt cả Hoa Vinh cùng Tống Giang mà đóng xe tù, họ đem lâu la chặn đánh giữa đường, cứu được Tống Giang đưa về núi, còn Hoa Vinh đi giết Lưu Cao.

## Dụ hàngTần Minh
Mộ Dung Ngạn Đạt - tri phủ thành Thanh Châu nhận được thư cầu cứu của Lưu Cao đã phái Tần Minh đi đánh dẹp thảo khấu Thanh Phong. Cùng lúc đó Lưu Đường đến núi Thanh Phong tái ngộ ba thủ lĩnh. Tần Minh trúng kế của Hoa Vinh, bị Vương Anh bắt sống đem về. Tống Giang đối đãi tử tế với Tần Minh và thuyết phục ông ở lại Thanh Phong. Nhưng trong lúc Tần Minh ở lại, Lưu Đường và Vương Anh đã dùng mũ sắt, áo giáp, vũ khí và ngựa của Tần Minh, dẫn quân đến thành Thanh Châu tàn sát dân chúng, cắt đường trở về của Tần Minh, kết quả là gia đình Tần Minh bị Mộ Dung Ngạn Đạt giết hết, ông đành phải quay lại trại Thanh Phong. Mọi chuyện được tiết lộ, biết Tần Minh giận dữ, Yến Thuận và Trịnh Thiên Thọ lấy lời lẽ thuyết phục ông tha thứ cho Lưu Đường và Vương Anh, và hứa sẽ giúp ông trả thù Mộ Dung Ngạn Đạt.
Tần Minh theo lời Tống Giang, đến Thanh Phong thu phục Hoàng Tín về. Vương Anh lại bắt sống được vợ Lưu Cao, đưa bà về trại. Tống Giang lệnh cho bà ra, bắt bà nhận tội. Bà xin tha tội nhưng không được chấp nhận, bị Yến Thuận giết chết. Vương Anh nổi giận định đánh nhau với Yến Thuận nhưng Trịnh Thiên Thọ ra sức ngăn lại. Bị Tống Giang chỉ trích, Vương Anh mới thôi.

## Gia nhập Lương Sơn Bạc
Dẹp xong thù hận, Lưu Đường cho biết Tiều Cái ở Lương Sơn rất trọng dụng hảo hán và muốn mời toàn bộ các hảo hán Thanh Phong lên núi. Được sự đồng ý của Yến Thuận, Vương Anh và Trịnh Thiên Thọ thu xếp cùng lên Lương Sơn.

## Sau khi chiêu an và tử trận
Khi được triều đình chiêu an, đi đánh Phương Lạp ở Tuyên Châu, Trịnh Thiên Thọ bị tấm ván trên thành rơi xuống đè chết.

## Trong Đãng Khấu Chí
Tại hồi 55, Từ Hổ Lâm tương kế tựu kế, giả cách rút lui khỏi đầu quan, Trịnh Thiên Thọ đem quân đánh vào trong thành, bỗng đâu một tấm bảng nặng ngàn cân hạ xuống, Bạch Diện Lang Quân cả người và ngựa nát như tương.